# Río Shullcas
El río Shullcas es un río ubicado en la provincia de Huancayo, Departamento de Junín, Perú. Su recorrido cruza la ciudad de Huancayo sirviendo como límite entre el distrito de Huancayo y el distrito de El Tambo. 
El dominio natural de la subcuenca del río comprende un área total de 198,59 km² que representa el 0,015 % del área total del Perú. La subcuenca tiene una longitud de 35,07 km el cual discurre hacia el río Mantaro. Su cabecera tiene una superficie glaciar de 4,08 km² que representa un 2,05% de la superficie total de la subcuenca. En esta subcuenca se encuentran las fuentes hídricas para el servicio de agua potable para la ciudad de Huancayo.
La subcuenca está compartida entre dos jurisdicciones: el distrito de El Tambo ubicado en la margen derecha (norte), con una superficie de 74,57 km² (36,66%) y el distrito de Huancayo, ubicado en la margen izquierda (sur), con una superficie de 124,02 km² (63,34%). Incluye a los anexos de Acopalca, Uñas, Vilcacoto, Cullpa Alta, Cullpa  Baja, Cochas Chico, Cochas Grande, Paccha, Aza y parte de Racracalla. Los centros poblados rurales que se encuentran en el área son: Acopalca, Vilcacoto, Uñas y Palian pertenecientes al distrito de Huancayo; Cochas Grande, Cochas Chico, Cullpa Alta, Cullpa Baja y Uñas pertenecientes al distrito de El Tambo.
El río nace en las lagunas Chuspicocha y Lazo Untay, ubicadas en el flanco occidental del Nevado Huaytapallana en la cordillera occidental de los Andes a 5,500 metros de altitud y desemboca en el río Mantaro a 3,200 metros de altitud y luego de haber recorrido 35.07 kilómetros lineales.
La subcuenca hidrográfica de Shullcas hace parte de la Cordillera Huaytapallana, y se ubica en la margen izquierda del río Mantaro (11°59´S – 75°06´O). El área de la subcuenca es de 251.82 km2 , siendo el drenaje y escurrimiento superficial proveniente de las precipitaciones, acuíferos y lagunas 3 Lazohuntay, Chuspi, Huacracocha, etc. que a su vez se originaron por el deshielo de los glaciares localizados en la vertiente occidental de la Cordillera Huaytapallana y de los paleo-glaciares emplazados en la parte media de la cuenca. Su gran actividad aluvional, formó una serie de abanicos hacia su confluencia con el río Mantaro, en donde actualmente se emplaza la ciudad de Huancayo

## Usos
Actualmente el uso de la disponibilidad de los recursos hídricos ofertados en el ámbito de la subcuenca Shullcas, esta orientado principalmente al abastecimiento de agua de tres (3) proyectos, dispuestos en el siguiente orden desde la parte más alta hacia la más baja, siendo estos:
• Electrocentro - Huancayo: con infraestructura desarrollada desde la cabecera del valle, sobre la margen derecha del río Shullcas, con fines de generación de energía eléctrica en las Centrales Hidroeléctricas de Chamisería I, II y III, la cual se origina a partir de la bocatoma rústica Chamisería Alta ubicada aproximadamente a la cota 3569 msnm., cuya infraestructura le permite conducir un caudal máximo de diseño de 0.45 m3/s.
• SEDAN - Huancayo: Servicio de Abastecimiento de Agua Potable y Alcantarillado Municipal, con infraestructura emplazada sobre la margen izquierda del río, a la misma altura de la captación Chamisería 3569 msnm, con fines de abastecimiento de agua potable para la ciudad de Huancayo, cuya infraestructura le permite conducir un caudal máximo de diseño de 0.60 m3/s. 
• Irrigación Shullcas: con infraestructura de riego emplazada sobre ambas márgenes del río, para atender la demanda de agua de 1 700 ha agrícolas actualmente desarrolladas, encontrándose 1 460 ha en la margen derecha y 240 en la mano izquierda, dominadas por captaciones rústicas, señalando entre la más importante la captación La Mejorada la cual está ubicada aproximadamente a la cota 3 440 msnm, continuando en canal con capacidad para conducir un caudal máximo de diseño de 0.50 m3/s. • Existen otros proyectos instalados en el ámbito del proyecto de menor magnitud en el consumo de agua, como es el caso de la piscicultura, no considerados en el presente nivel de estudio.

## Orígenes

### Origen glaciar
Laguna Lazo Huntay: Laguna asociada al nevado de Huaytapallana, labrada en las rocas metamórficas del complejo Huaytapallana, la cual recibe las aguas de deshielo del nevado Lazo Huntay, ubicada aproximadamente sobre la cota 4 655 msnm, presentando en la parte frontal acumulaciones glaciares en forma de morrenas, las que actúan como dique de cierre, en una longitud aproximada de 30.0 m. Cabe mencionar, que como medida de seguridad esta laguna anteriormente fue descargada, hasta un desnivel de 10 0 m, teniendo en cuenta que el sitio de ubicación de la laguna esta iclacionado con la (alia activa I Iuaylapallana, susceptible a procesos de deslizamientos y aluviones. Como antecedentes se puede mencionar los sismos ocurridos en julio y octubre de 1 969, evidenciados por desplazamientos verticales a lo largo de la traza de la falla Huaytapallana, cambios de nivel freático y colapso del muro de represamiento ubicado en la parte frontal del reservorio. Actualmente el espejo de la laguna, debido a las sucesivas descargas realizadas mayormente por motivo de seguridad, presenta niveles de agua por debajo de 10.0 m, con relación a los niveles de embalse alcanzados en 1 969. En conclusión, desde el punto de vista geológico geotécnico, con base en la inspección de campo preliminar, a la información geológica recopilada (Deza 1 971) y a los antecedentes, el sitio no se considera aparente para realizar obras de represamiento de gran envergadura
Laguna Chuspicocha: Laguna que al igual a la anterior, esta asociada al nevado de Huaytapallana, ubicada en la parte inferior de un escalonamiento de pequeñas lagunas, sobre rocas metamórficas del complejo Huaytapallana, la cual recibe las aguas de deshielo del nevado de Huaytapallana, aproximadamente sobre la cota 4 645 msnm, presentando en la parte frontal acumulaciones glaciares en forma de morrenas, las que actúan como dique de cierre. Igualmente, como medida de seguridad esta laguna fue descargada, abatiendo significativamente el nivel de normal de operación de la laguna, teniendo en cuenta las características sísmicas y geológicas de la zona, relacionadas con la falla activa Huaytapallana, susceptible a procesos de deslizamientos y aluviones. Como antecedentes se puede mencionar el aluvión ocurrido en diciembre de 1 990, el que llegara a arrastrar grandes volúmenes de material morrénico, ocasionando la pérdida de vidas humanas y materiales en el valle de Shullcas. La falla activa Huaytapallana, desarrolla un trazo visible en superficie, que cruza las lagunas Lazo Huntay y Chuspicocha, compuesta por dos tramos de 4.5 9.5 km de longitud, con desfazamiento vertical entre 1.5m a 2.0 m. Actualmente se observa que el espejo de la laguna, debido a las sucesivas descargas realizadas mayormente por motivo de seguridad, presenta niveles de agua por debajo de 10.0 m, con relación a los niveles de embalse alcanzados en 1 969.y 1 990 En conclusión, desde el punto de vista geológico geotécnico, con base en la inspección de campo preliminar, a la información geológica recopilada (Deza 1 971) y a los antecedentes de 1 990, se opina que el  sitio no se considera aparente para realizar obras de represamiento de gran envergadura

### Origen pluvial
Laguna Huacracocha: Laguna de origen fluvio glaciar, nace en la quebrada Huarupalla, ubicada a la cota 4 476 msnm, constituida sobre areniscas en los laterales y depósitos glaciares en forma de morrenas, presentando en la parte frontal el emplazamiento de un dique de cierre de aproximadamente 200 0 m de longitud, conformado con enrocado colocado de altura promedio 5 0 m, ancho de corona 7 0 m, obra complementada con dos (2) tuberías de descarga de diámetro 12". Presentando el nivel de agua en la laguna, un desnivel aproximado de 4.0 m, en relación con el nivel del espejo de agua normal, producto de la regulación de la laguna durante el periodo de estiaje. Desde el punto de vista geológico geotécnico, se podría proyectar el encimado del dique existente llevándolo hasta aproximadamente 400.0 m de longitud o la proyección de otro dique aguas abajo; con la finalidad de ampliar la capacidad actual del reservorio, considerando una altura promedio de 3.0 m y un coeficiente mínimo de sismicidad de 0.20 g. 
Laguna Yanacocha: Igualmente, la laguna de origen fluvio glaciar, nace en la quebrada Pacchapata, ubicada a la cota 4 509 msnm, constituida sobre areniscas cuarzosas en los laterales y depósitos glaciares en forma de morrenas, presentando en la parte frontal el emplazamiento de un dique de cierre de aproximadamente 80.0 m de longitud, conformado con enrocado colocado y núcleo impermeable, de altura promedio 8.0 m, ancho de corona 6.0 m, obra complementada con un vertedero de sección rectangular y una tubería de descarga de diámetro 12". Presentando el nivel de agua en la laguna, un desnivel aproximado de 5.0 m, en relación con el nivel del espejo de agua normal, producto de la regulación de la laguna durante el periodo de estiaje. Desde el punto de vista geológico geotécnico, se podría proyectar el encimado del dique existente, Complementando con dos (2) diques adicionales de 35.0 m de longitud cada uno, a proyectar en la margen izquierda, de 4.0 m de altura máxima; con la finalidad de ampliar la capacidad actual del reservorio, considerando un coeficiente mínimo de sismicidad de 0.20 g.